# Museo de Egmont

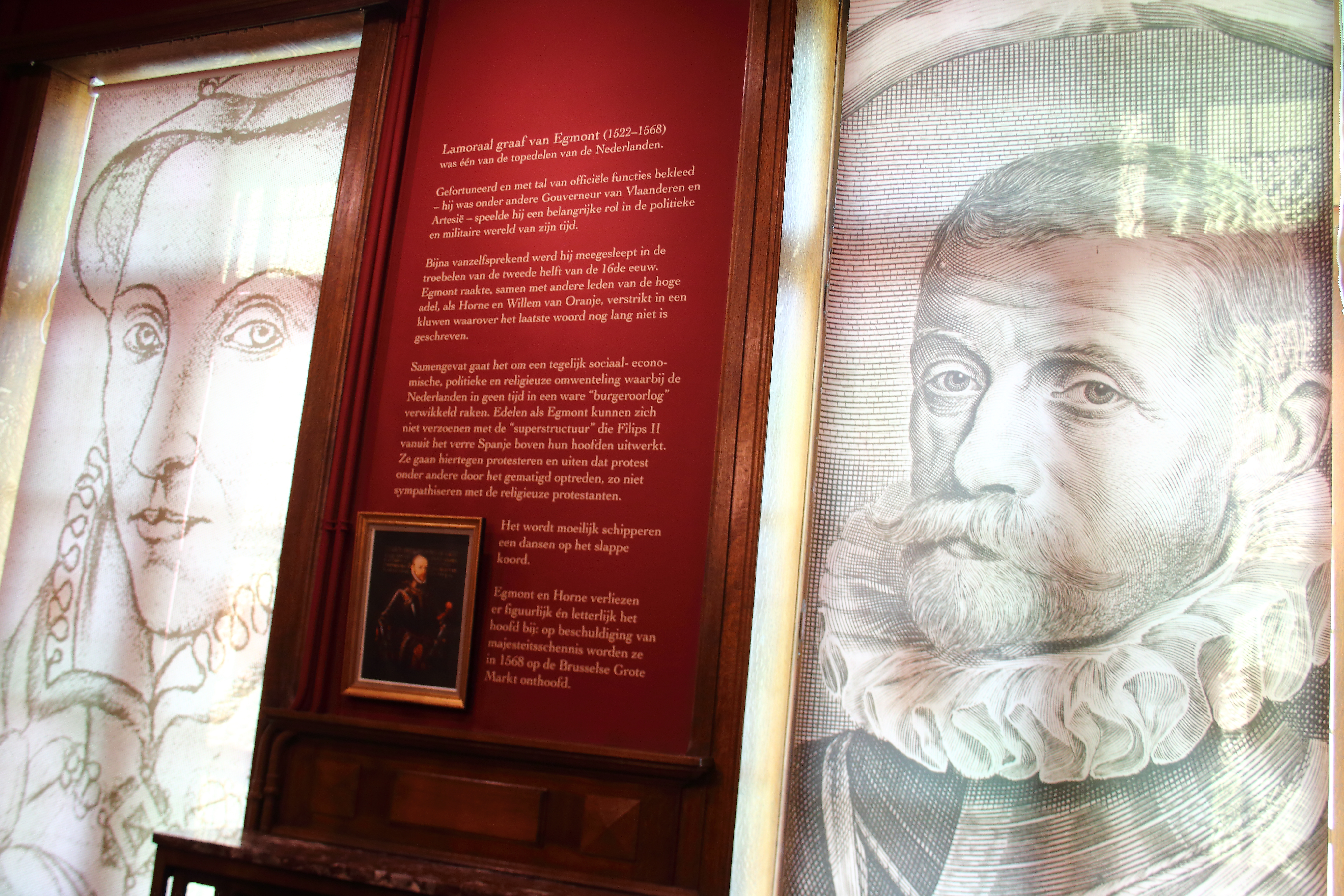
El museo de Egmont

El Museo de Egmont (neerlandés: Egmontkamer) es un museo en el antiguo ayuntamiento de la ciudad flamenca de Zottegem en Bélgica. El museo fue abierto en el 2018 con motivo del 450imo aniversario de la decapitación del Conde de Egmont. En el museo se relata la historia del Conde de Egmont y sus lazos con Zottegem. Se exhiben objetos arqueológicos (monedas, blasones y baldoses del castillo de Egmont), los corazones embalmados del Conde y de sus hijos Carlos y Felipe, tanto como losas de tumba de Sabina de Baviera y del sepulcro redescubierto en 1804 y réplicas 3D de los cráneos del Conde de Egmont y de su esposa.
En la sala de consejo del antiguo ayuntamiento se encuentran dos cuadros temáticos sobre Egmont y su familia: El Castillo de Egmond aan den Hoef (pintado por Gillis de Saen alrededor del 1570) y Los últimos honores a los condes Egmont y Hoorn (pintado por Louis Gallait en 1882). En una caja se exhibe también la vértebra cervical del Conde de Egmont, dañada duranta su decapitación. El 2 de abril de 2022 Carles Puigdemont visitó el museo de Egmont.